# Szoftvertesztelés
A szoftvertesztelés a szoftverminőség-biztosítás és így a szoftverfejlesztés részét képezi. A tesztelés egy rendszer vagy program kontrollált körülmények melletti futtatása, és az eredmények kiértékelése. A hagyományos megközelítés szerint a tesztelés célja az, hogy a fejlesztés során létrejövő hibákat minél korábban felfedezze, és ezzel csökkentse azok kijavításának költségeit.
Jelenleg a tesztelői munka egyre inkább eltolódik a fejlesztők és a döntéshozók információkkal való támogatásának irányába. Fontos szerepek még a fejlesztés állapotának pontos és egzakt mérése és a kockázatkezelés és -becslés. Különösen így van ez az Agile Programming projektek esetén, ahol klasszikus tesztelésről a specifikáció hiánya miatt nem beszélhetünk.

## Bevezetés a szoftvertesztelésbe

### A szoftvertesztelés definíciói
- Felhasználhatósági szemszög: "Alkalmasság a felhasználó által szánt célra."
- Tesztelői szemszög: "Egyezés a specifikációval."

### A szoftverminőség definíciói
- Felhasználói szemszög: "Alkalmasság a felhasználó által szánt célra."
- Programozói szemszög: "Egyezés a specifikációval."
- Tulajdonosi szemszög: "A minőség attól függ, miért fizet a vevő."

### A szoftvertesztelés célja
A klasszikus szoftvertesztelés célja a szoftverhibák felfedezése. A fejlesztésnek minél korábbi szakaszában derül fény egy hibára, annál olcsóbb annak korrigálása. Újabb keletű elvárás a szoftverminőség mérése. Főleg az Agile Programming módszertanával futó projektek esetén a tesztelés a kockázatok becslését és menedzselését is magába foglalja.

## A szoftvertesztelés alapfogalmai
A tesztelési folyamat ezen egyszerűsített modelljében a megrendelő (business) felállítja a szoftverrel szemben támasztott elvárásait (business requirement). Ezen elvárásokat a megrendelő megbízottja (business analyst, BA) tolmácsolja a fejlesztők (developers) felé a fejlesztő csapat vezető programozójának (architect) műszaki segítségével. Ezen munka eredménye a megvalósíthatósági tanulmány (feasibility study), mely az adott üzleti problémára javasol műszaki megoldásokat.
A létrejövő programot elkészültekor fejlesztők átadják (handover) a tesztelő csapatnak (testing team). Az átadásban segíthet az tesztkörnyezet felállításáért felelős csapat (environment team) és az új szoftver régi környezethez illesztéséért felelős csapat (integration team). Az átadás része a funkcionális specifikáció (functional specification, FUS) és a technikai specifikáció (technical specification, TES). Black-box testing-hez és a megrendelő elvárásainak teljesülését ellenőrző teszteléshez (User Acceptance Testing) elegendő a FUS, white- és grey-box system testing-hez szükséges a TES is.
A tesztelő csapat az átadott dokumentáció alapján elkészíti a tesztelési tervezetet (test plan), valamint becslést (estimation) ad a tesztelés idő- és munkaerőigényéről. Ezek elfogadása esetén létrehozza a teszt szkripteket, (test script) melyek az adott és elvárt mértékben fedik le (test coverage) a tesztelendő funkcionalitásokat. A teszt szkriptek vagy más néven teszt esetek (test case) összessége a test suite, ezek összessége a tesztkampány (test campaign).

### Szószedet
businessA szoftvert megrendelő szervezet
business analyst, BAA megrendelő elvárásait közvetítő megbízott
business requirementsA megfogalmazott elvárások
Software Quality Assurance, SQASzoftverminőség-biztosítás
test requirementsA tesztelendő funkcionalitások listája
test coverageFunkcionalitás tesztekkel való lefedésének mértéke
test planElőzetes tesztelési terv a megfelelő test coverage elérése érdekében
test scenarioEgy alternatív tesztelési módszertan, a scenario testing esetében – és csak ott – hasonló szerepet tölt be, mint a test suite. Részletek itt.
test scriptEzt a kifejezést helytelenül használják az automated test case helyett. A scripted testing ellentéte nem a manual testing, hanem az exploratory. A test script a test case szinonimája. Részletek itt.
test caseEgy elvárás egy adott részének működését ellenőrző dokumentum. Nagyon pontosan leírt feltételek és inputok mellett nagyon pontosan leírt funkcionalitást és outputot vár az ellenőrzött szoftvertől.
test suiteEgy adott funkcionalitást leíró test case-ek összessége a test suite.
validationEllenőrzés: "you built the right product" – tehát a specifikáció tényleg a megrendelő elvárásait tartalmazza
verificationEllenőrzés: "you built the product right" – tehát a programozó a specifikáció szerint írta meg a szoftvert
faultProgramozási hiba, mely funkcionális hibával nem jár.
failureProgramozási hiba, mely a funkcionalitásra hatással van.
defectTesztelő által észlelt failure, programozó által vissza nem igazolt
bugDefect, mely a programozó szerint is az

## A szoftvertesztelés gyakorlata

### A kockázat és kezelése
A kockázat a veszteség valószínűsége, és ennek mértéke. A kockázatkezelés a kockázati tényezők azonosítása, besorolása, priorizálása, és életciklusuk követése.

## Külső hivatkozások
Angolul:
- Home of Tester
- NASA, Software Metrics Tutorials
- ISO 9126 Archiválva 2008. november 13-i dátummal a Wayback Machine-ben
- ISTQB - International Software Testing Qualifications Board
- ISQTB-CTFL Foundation exam (Hungary)

Magyarul
- Széchenyi István Egyetem, Oktatási anyag
- Szoftvertesztelés.lap.hu - linkgyűjtemény
- Magyar Szoftvertesztelési Tanács Egyesület(HTB), mely a nemzetközi ISTQB szervezet magyarországi testülete